# Veilchenstein
Der Veilchenstein (polnisch Łabski Szczyt, tschechisch Violík oder Labský štít) ist ein 1472 m hoher Berg auf dem westlichen Teil des Riesengebirge-Hauptkamms. Er ist auch als Veilchenkoppe bekannt und liegt an der tschechisch-polnischen Grenze, zwischen dem Reifträger (poln. Szrenica, tschech. Jínonoš) im Westen und den Karkesseln der Schneegruben (poln. Śnieżne Kotły) am Hohen Rad (poln. Wielki Szyszak, tschech. Vysoké Kolo) im Osten.

## Nahegelegene Gipfel
|                       |          | Ostroga (Bärlöcher)            |
| Szrenica (Reifträger) | Kompass  | Vysoká pláň (Tafelsteinplatte) |
| Lysá hora (Kahleberg) | Goldhöhe | Medvědín (Schlüsselberg)       |

## Merkmale
Der eigentliche Gipfel wird durch eine Felsformation aus bis zu zehn Metern hohen Granitfelsen gebildet und liegt ganz auf der polnischen Seite. Er könnte problemlos von Westen erstiegen werden, was jedoch aufgrund der geltenden Naturschutzbestimmungen nicht erlaubt ist. Der polnische bzw. tschechische Name (deutsch: Elbspitze) bezieht sich auf das Quellgebiet der Elbe. Das befindet sich auf der Hochebene mit dem polnischen Namen Łabska Łąka (tschech. Labská louka, deutsch Elbwiese) in einer Entfernung von weniger als einem Kilometer südwestlich des Gipfels.
Der deutsche Name hängt möglicherweise mit dem Veilchenmoos (Trentepohlia iolithus) zusammen. Diese zur Familie Trentepohliaceae zählende Grünalge, die bei beständig hoher Luftfeuchtigkeit (aerophytisch) an den Felsen wächst, verbreitet einen an Veilchen erinnernden Duft, wenn sie feucht wird.

## Flora, Fauna und Naturschutz
Der Veilchenstein liegt auf dem Gebiet von Nationalparks. In Polen im Karkonoski Park Narodowy (KPN) und in Tschechien im Krkonošský národní park (KRNAP), die grenzüberschreitend seit 1992 zur Liste der UNESCO-Biosphärenreservate gehören.
Die Flora entspricht der subalpinen Vegetationsstufe mit Flechten, Gräsern und Latschen als vorherrschende Pflanzen. Der Gipfel ist waldlos, an den Hängen gibt es Felsenmeere, die von Borstgras und Latschen durchbrochen werden. Eine charakteristische Pflanze hier ist die Landkartenflechte (Rhizocarpon geographicum), welche die Felsen mit einer weithin leuchtenden gelbgrünen Kruste bedeckt.
Die ausgesetzte Lage und die damit verbundenen klimatischen Verhältnisse gestatten es nur pflanzenfressenden Wanzen, Spinnen und Holz bewohnenden Käfern sich hier auf Dauer zu halten, denn nur sie finden ausreichend Schutz vor Wind und Wetter. Die Insekten aber sind Nahrung für verschiedene Vogelarten wie z. B. Alpenbraunelle, Bergpieper oder Rotschwänzchen.

## Tourismus
Der Berg ist von Szklarska Poręba (Schreiberhau) aus über mehrere Wanderwege erreichbar. Dicht am Gipfel führt der Kammweg (Weg der polnisch-tschechischen Freundschaft) entlang. Am Nordhang, auf der polnischen Seite, steht auf einer Höhe von 1168 m am Rand des Talkessels Labské jámy (deutsch: Elbkessel) die Schronisko PTTK „Pod Łabskim Szczytem“ (Alte Schlesische Baude), eine der ältesten Bergbauden im Riesengebirge, deren Gründung auf die Zeit des Dreißigjährigen Kriegs zurückgeht.
Auf tschechischer Seite und damit am Südhang wurde 1975 in einer Höhe von 1340 m die Labská bouda (Elbfallbaude) erbaut, ein achtstöckiger Betonblock im Architekturstil des Brutalismus. Zehn Jahre zuvor war die aus der ersten Hälfte des 19. Jahrhunderts stammende ursprüngliche Bergbaude ausgebrannt.

## Bildgalerie

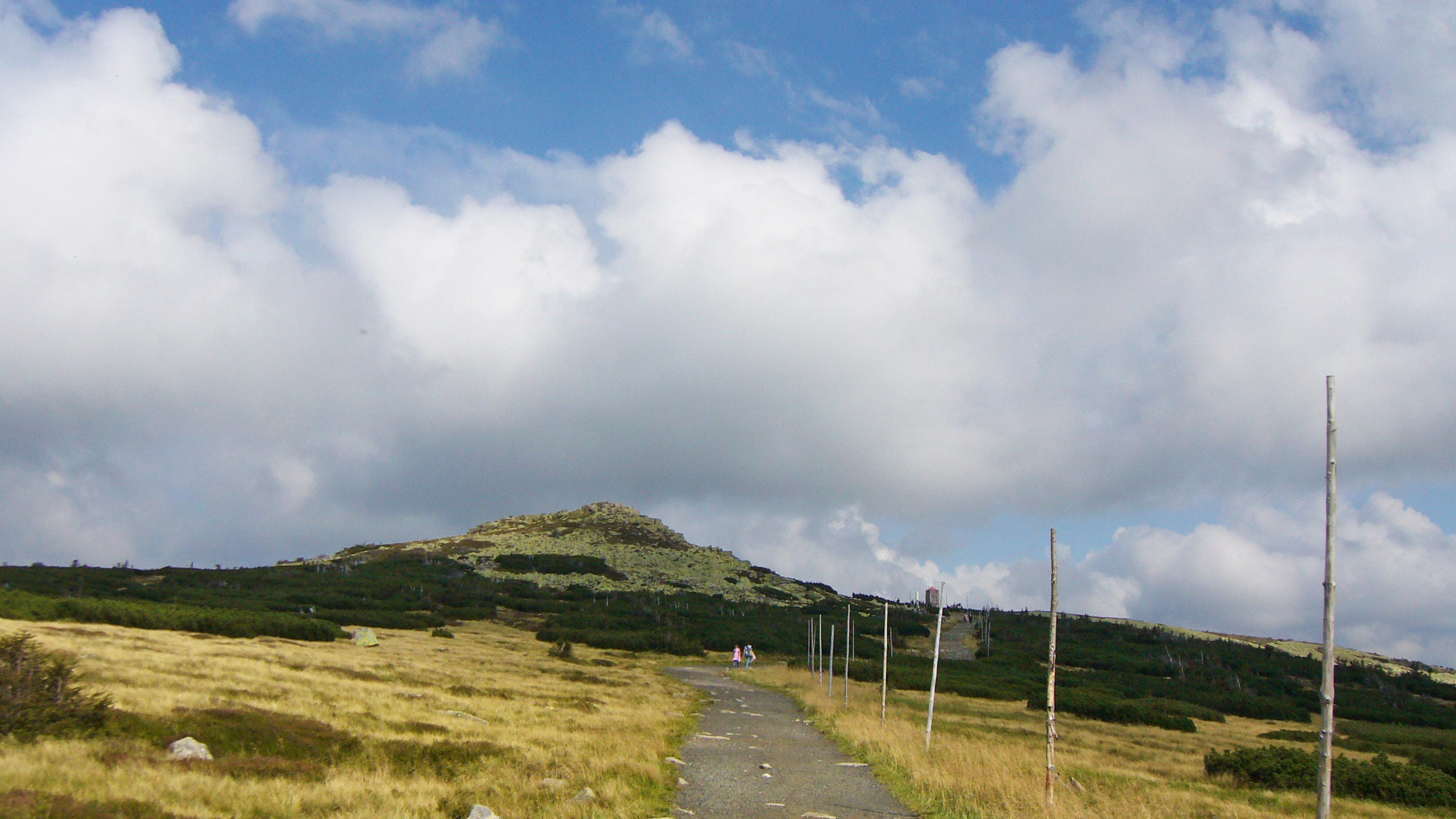
Blick auf den Gipfel aus südlicher Richtung.

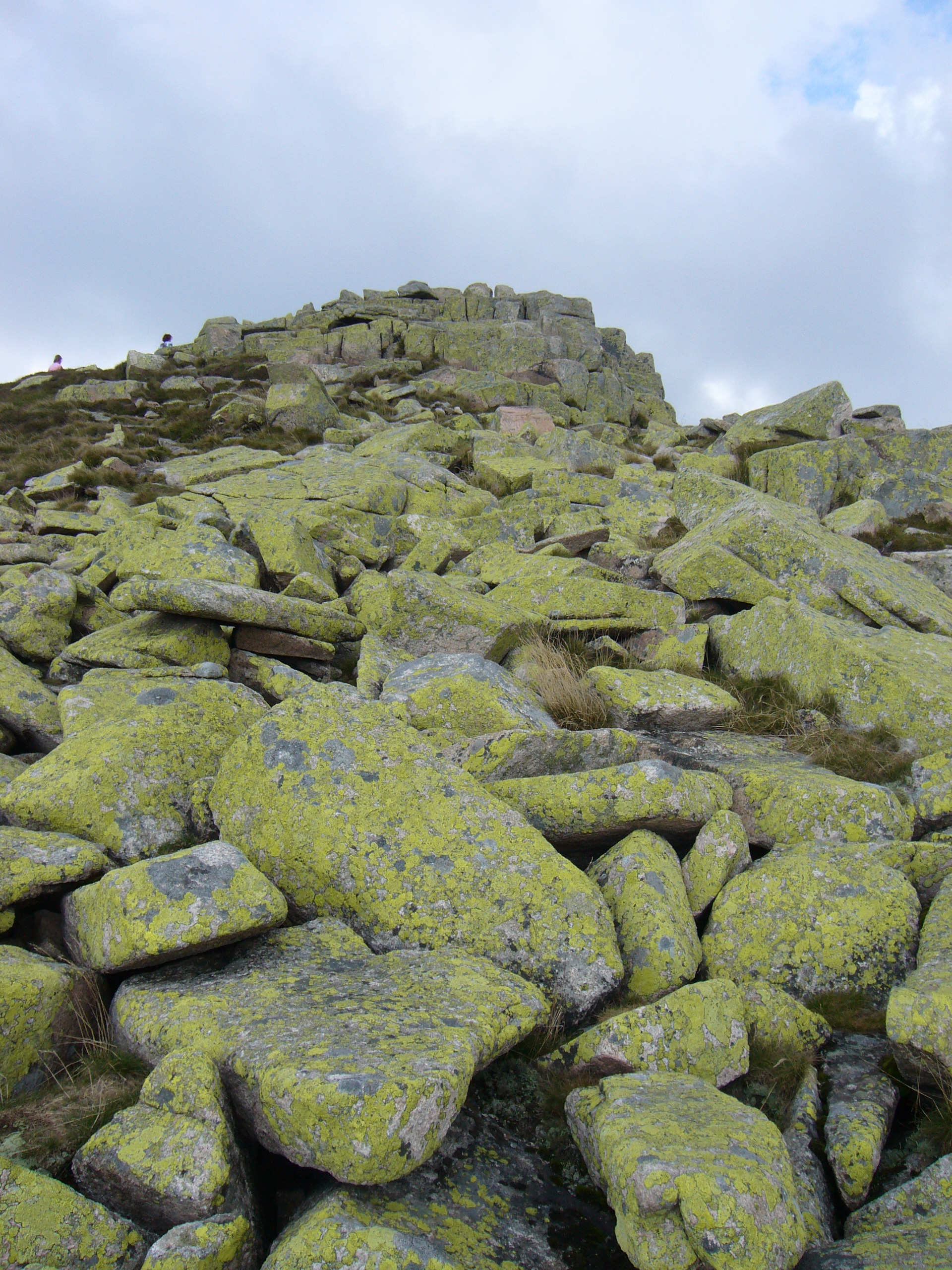
Geröll am Gipfel mit Landkartenflechten

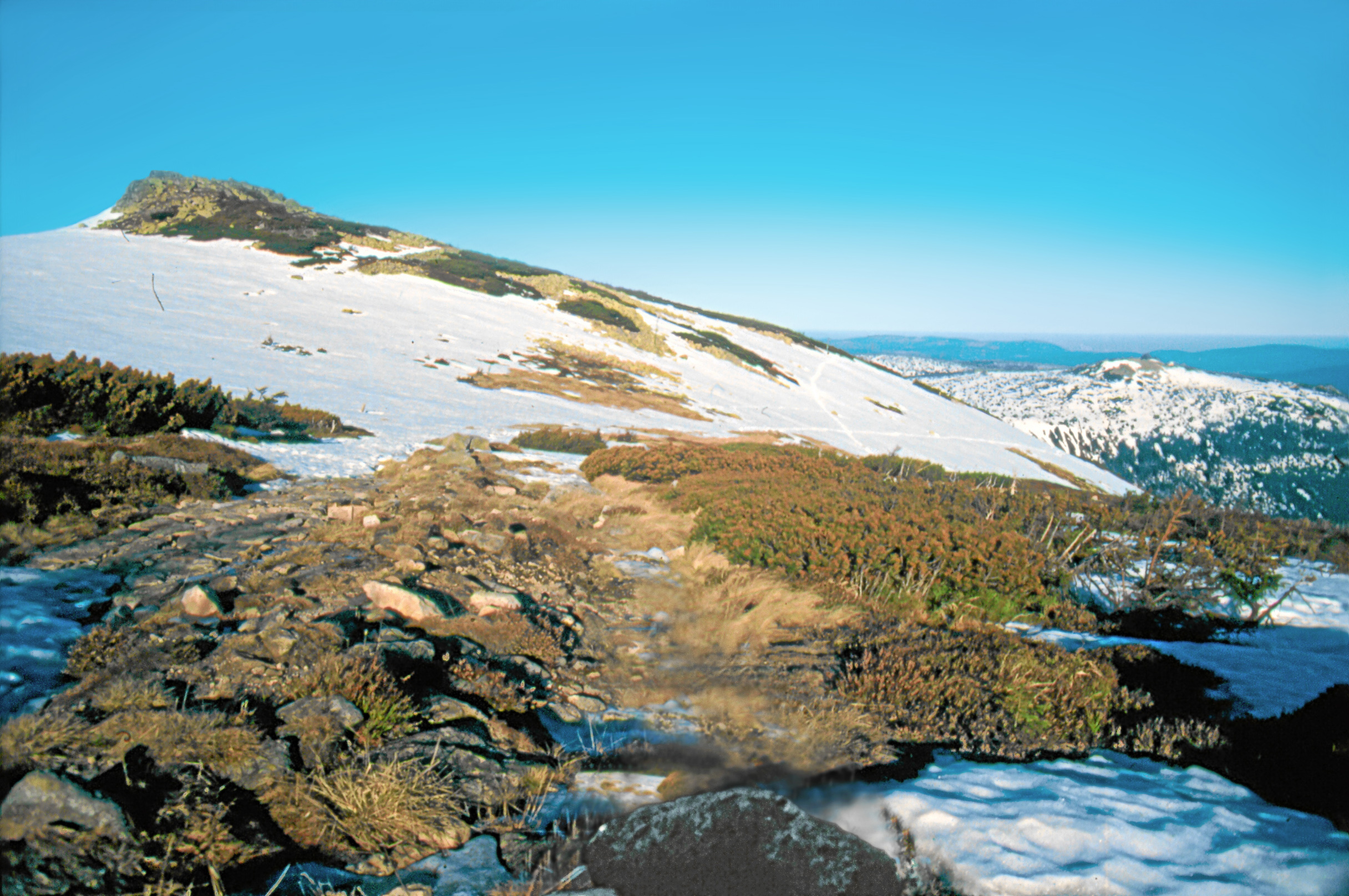
Veilchenstein von Nordosten,
im Hintergrund der Reifträger